# Farukolhufushi
Farukolhufushi (Divehi : ފަރުކޮޅުފުށި) est une petite île inhabitée des Maldives. Son nom signifie « île au bord du récif ». Elle constitue une des îles-hôtel des Maldives en accueillant le Farukolhufushi Tourist Resort à partir de 1973. Le Club Méditerranée reprit ensuite le site en 1978. Il brûla en 1994, mais fut ensuite reconstruit et rénové. Le site fut touché par le tsunami du 26 décembre 2004. Le site rouvrit sous le nom de Club Faru fin 2005.

## Géographie
Farukolhufushi est située dans le centre des Maldives, au Sud-Est de l'atoll Malé Nord, dans la subdivision de Kaafu, à proximité de la capitale Malé. Elle voisine l'île d'Hulhumalé.